# Marknagili középiskolai központ
A marknagili középiskolai központ (feröeriül: Miðnámsdepil við Marknagil vagy miðnámsdepil í Marknagili) egy épülő középfokú oktatási központ Feröeren. A komplexumban három oktatási intézmény kap helyet, amelyek megőrzik önállóságukat, de kihasználják a közös létesítményből fakadó megtakarításokat. Az épület beruházója a Landsverk, tanácsadója a COWI, építész tervezői pedig a feröeri Fuglark és a dán Bjarke Ingels Group (BIG). Ez az ország történetének legnagyobb oktatási célú beruházása.

## Történelem
Régóta problémát jelentett a Føroya Studentaskúli og HF Skeið (gimnázium), a Føroya Handilsskúli (kereskedelmi szakközépiskola) és a Tekniski Skúli í Tórshavn (műszaki szakközépiskola) épületeinek szűkössége és elavultsága. Számos különböző javaslat után végül 2008. május 26-án döntött arról a Løgting, hogy a három iskola elhelyezését egy iskolaközpontban oldják meg a Tórshavni Marknagilben.
Az építészeti tervpályázaton az Oktatási és Kulturális Minisztérium, a Landsverk, a COWI és a három középiskola képviselőiből, valamint egy építészből álló zsűri egyhangú döntéssel hirdetett győztest az öt beérkezett pályamű közül. 2010-ben a költségeket 391 millió DKK koronára becsülték (nem számítva a berendezés és egyéb járulékos költségek 60 millió koronáját), az átadást pedig 2014-re tervezték.
A nyolc megpályáztatott építési munkarészre 21 vállalkozás jelentkezett (közülük három mind a nyolcra), akik közül 2012. augusztus 28-án választották ki a legkedvezőbb ajánlatot adókat. A legolcsóbb ajánlatok is jelentősen meghaladták ugyanakkor a tervezett költségeket; a 156 millió koronás költségtúllépést végül 2013 januárjára részben a műszaki tartalom csökkentésével (92 millió korona megtakarítás) kezelték, a fennmaradó 64 milliót pedig a parlament biztosította. Az építési munkálatok 2013 júliusában kezdődtek el a terület rendezésével. Az építkezés folyamatban van, az átadást a 2016-os iskolakezdés előttre tervezték.

## Jellemzők
Az épület Tórshavn délnyugati részén, egy domboldalban kap helyet, és a régió középfokú oktatásának központjává válik. 100 méter magasan fekszik a tenger szintje felett, ahonnan szép kilátás nyílik a tengerre, a tórshavni kikötőre és a környező hegyekre.
A három középiskola számára helyet adó komplexum 1200 diák és 300 tanár befogadására képes. Az összesen hat szintes épület legalsó (-3.) szintjén a sportlétesítmények helyezkednek el, a következő két szinten (-2. és -1.) a műszaki iskola, a földszinten az adminisztratív funkciók, az 1. emeleten a kereskedelmi iskola, a 2. emeleten a gimnázium kap helyet. A domborzati adottságok miatt a földszint alatti szintek is csak kis részben vannak a föld alatt, így természetes fényt kapnak. A spirális kialakítású épület közepén egy kör alakú, részben nyitott közösségi tér kap helyet.